# Liste des diffuseurs de la Coupe du monde de football de 2010
Cet article présente la liste des diffuseurs de la Coupe du monde de football de 2010.

## Télévision
Les diffuseurs qui ont confirmé qu'ils transmettraient un ou plusieurs matchs en haute définition sont en gras.